# Lily Aldridge
Lily Maud Aldridge (Los Angeles, 15 novembre 1985) è una supermodella statunitense.

## Biografia
Sua madre, Laura Lyons, è una ex playmate di origine italiana mentre il padre, Alan Aldridge, è celebre per aver dato vita al famosissimo logo dell'Hard Rock Cafe.
Lily ha una sorella minore, Ruby Aldridge, anch'essa modella, scoperta dalla stessa agenzia della sorella. Ha due fratellastri maggiori da parte di padre, Saffron Aldridge, che negli anni '90 è stata volto di Ralph Lauren, e Miles Aldridge, fotografo di moda sposato con la modella Kristen McMenamy dal 1997 al 2013.

## Carriera
All'età di diciotto anni, Lily Aldridge è apparsa sulla copertina del numero di agosto 2003 dell'edizione spagnola di Vogue. Compare anche in vari servizi per Glamour, Cosmopolitan, Teen Vogue ed Elle Girl. Ha inoltre lavorato per varie campagne promozionali fra cui Rocawear, Arden B., Shiatzy Chen, Bobbi Brown e Smashbox Cosmetics, Coach, JCrew, Charles David, Levi's, J Brand, Accessorize e Velvet Tees.
Nel gennaio 2011 appare in un servizio di V Magazine.
Viene scelta come testimonial del brand XOXO per le campagne autunno/inverno 2013 e primavera/estate 2014. Nel 2014 fa il suo debutto sulla rivista Sports Illustrated Swimsuit Issue, dove appare sulla copertina accanto alle modelle Chrissy Teigen e Nina Agdal, per il 50º anniversario della rivista. Nel dicembre dello stesso anno è apparsa come guest star nella quarta stagione di 2 Broke Girls, insieme alla modella Martha Hunt.
Nel 2015 appare nel videoclip di Bad Blood, della cantante Taylor Swift, dove interpreta "Frostbyte". Sempre nello stesso anno viene scelta come testimonial del profumo CH di Carolina Herrera.
Nel 2016 è testimonial, insieme a Gigi Hadid e Joan Smalls, della campagna pubblicitaria di Stuart Weitzman, realizzata da Mario Testino. Nell'agosto dello stesso anno viene inserita, dalla rivista Forbes all'undicesimo posto fra le modelle più pagate con un guadagno di 4 milioni di dollari, ex aequo con le modelle Barbara Palvin, Jasmine Tookes e Taylor Marie Hill, mentre nel mese successivo viene scelta da Bulgari come nuovo volto del brand fino a fine 2017. Nel settembre 2018 sfila in passerella per Brandon Maxwell, incinta di cinque mesi. Inoltre è tra le protagoniste della campagna pubblicitaria autunno/inverno di Jimmy Choo, accanto alle colleghe Rosie Huntington-Whiteley e Joan Smalls.

### Victoria's Secret
Nel 2009, la Aldridge ha sfilato per Victoria's Secret Fashion Show per la prima volta, per poi comparire in seguito in varie campagne dell'azienda, diventando ufficialmente uno degli angeli di Victoria's Secret nel 2010 fino al 2018. Nel gennaio 2011, è apparsa sulla copertina dell'edizione britannica di GQ insieme a Lindsay Ellingson, Erin Heatherton e Candice Swanepoel
Nel 2015 viene scelta dalla casa di moda per apparire nello spot trasmesso durante il Super Bowl accanto alle colleghe Doutzen Kroes, Adriana Lima, Behati Prinsloo e Candice Swanepoel, ricreando proprio una partita di Football. Nel novembre dello stesso anno viene scelta per indossare il Fireworks Fantasy Bra, un reggiseno realizzato da Mouawad con oltre 6500 pietre preziose, tra cui diamanti, topazi blu, zaffiri gialli e quarzo rosa, il tutto incastonato su una montatura in oro 18 carati. È dotato di cintura removibile realizzata con oltre 126 diamanti e 400 altre pietre preziose, il tutto per un valore di 2 milioni di dollari.

## Vita privata
Il 20 settembre 2010, Lily Aldridge ha annunciato il proprio fidanzamento con Caleb Followill, frontman dei Kings of Leon. La coppia si era formata nel 2007. I due si sono sposati il 12 maggio 2011 al San Ysidro Ranch di Montecito, California.
La coppia ha due figli, Dixie Pearl, nata il 21 giugno 2012 a Nashville, e Winston Roy, nato il 29 gennaio 2019.

## Agenzie
- IMG - Milano, Parigi, New York, Londra, Sydney
- Iconic Management - Amburgo
- Stockholmsgruppen - Stoccolma

## Filmografia

### Cinema
- Ocean's 8, regia di Gary Ross (2018)

### Televisione
- 2 Broke Girls – serie TV, episodio 4x06 (2014)

### Video musicali
- Break Stuff – Limp Bizkit (2000)
- Use Somebody – Kings of Leon (2008)
- Bad Blood – Taylor Swift (2015)

## Campagne pubblicitarie
- Avon Up To You Fragrance (2012-2013)
- Bulgari (2016-2020)
- Bulgari Eyewear (2017)
- Carolina Herrera A/I (2015-2017) P/E (2016-2017)
- Carolina Herrera Queens Fragrance (2019)
- CH Carolina Herrera Fragrance (2015-presente)
- Levi's (2006)
- J Brand A/I (2011)
- J Brand Jeans A/I (2010) P/E (2011)
- Freedom by Tommy Hilfiger Fragrance (2012-2016)
- Gap Holiday (2010)
- Givenchy A/I (2016)
- Jason Wu Fragrance (2017-2018)
- Jimmy Choo A/I (2018)
- Jason Wu Fragrance (2019)
- Lauren by Ralph Lauren (2018-2019)
- Lauren by Ralph Lauren Swim (2019)
- Lily Aldridge Parfums (2020)
- Michael Kors Jet Set Collection P/E (2015)
- Michael Kors Eyewear P/E (2015)
- Michael Kors Watch Hunger Stop (2015)
- Michael Kors Wonderlust Fragrance (2016-2018)
- Pinko P/E (2020)
- Rag & Bone DIY P/E (2011) A/I (2011;2018)
- Rocawear
- Salvatore Ferragamo P/E (2017)
- Solid & Striped Summer (2018)
- Stuart Weitzman P/E (2016)
- Theory P/E (2017)
- Velvet P/E (2015)
- Victoria's Secret (2011-presente)
- Velvet by Graham & Spencer P/E (2012-2013) A/I (2012)
- XOXO A/I (2013) P/E (2014)